# ABA
För andra betydelser, se ABA (olika betydelser).
AB Aerotransport, förkortat ABA, var ett svenskt flygbolag etablerat 1924 under namnet Aktiebolaget Aerotransport av Carl och Adrian Florman, Ernst Linder, John Björk och Johan Nilsson. Huvudfinansiär och majoritetsdelägare genom bulvan var tyska Junkers som 1925 ägde 82 procent av bolaget. Staten blev huvudägare 1935 och verksamheten uppgick 1948 i Scandinavian Airlines System när bolaget slogs samman med SILA. ABA, där staten ägde 50%, stod för det statliga svenska ägandet av SAS fram till 1996.  Detta år upphörde bolaget när det slogs samman med SAS Sverige AB som tidigare under året hade bytt namn från SILA.

## 1920-talet
Den första flygningen ägde rum 2 juni 1924 från Lindarängens flyghamn i Stockholm till Helsingfors med ett Junkers F 13 pontonflygplan som kunde ta fyra passagerare. Det hade registreringen S-AAAC vilket 1929 ändrades till SE-AAC. Detta flygplan finns idag att beskåda på Tekniska museet i Stockholm.
Flygplanet fortsatte att trafikera linjen Stockholm-Helsingfors till 1928, för att därefter flyga som nattpostplan på rutten Stockholm-Malmö-Amsterdam-London. 1925 startade bolaget en linje till Berlin i samarbete med Deutsche LuftHansa, nuvarande Lufthansa.
ABA var världens första operatör med tremotoriga passagerarflygplan i och med att linjen till Amsterdam invigdes 15 maj 1925 med tre svensktillverkade Junkers G 24 köpta från AB Flygindustri (Afi).

## 1930-talet

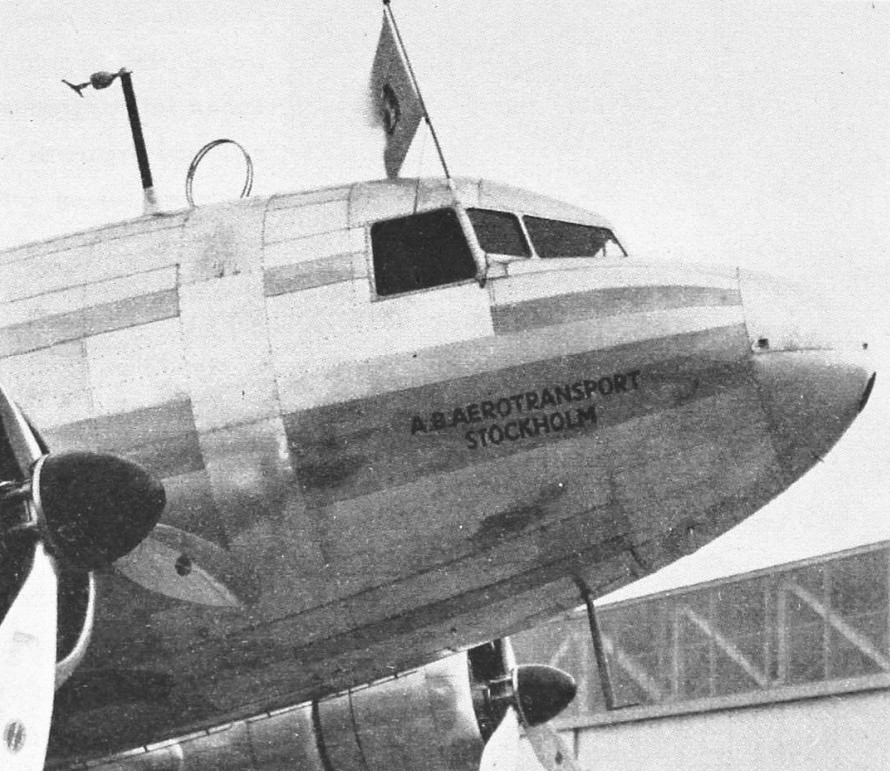
A.B. Aerotransport Stockholm.

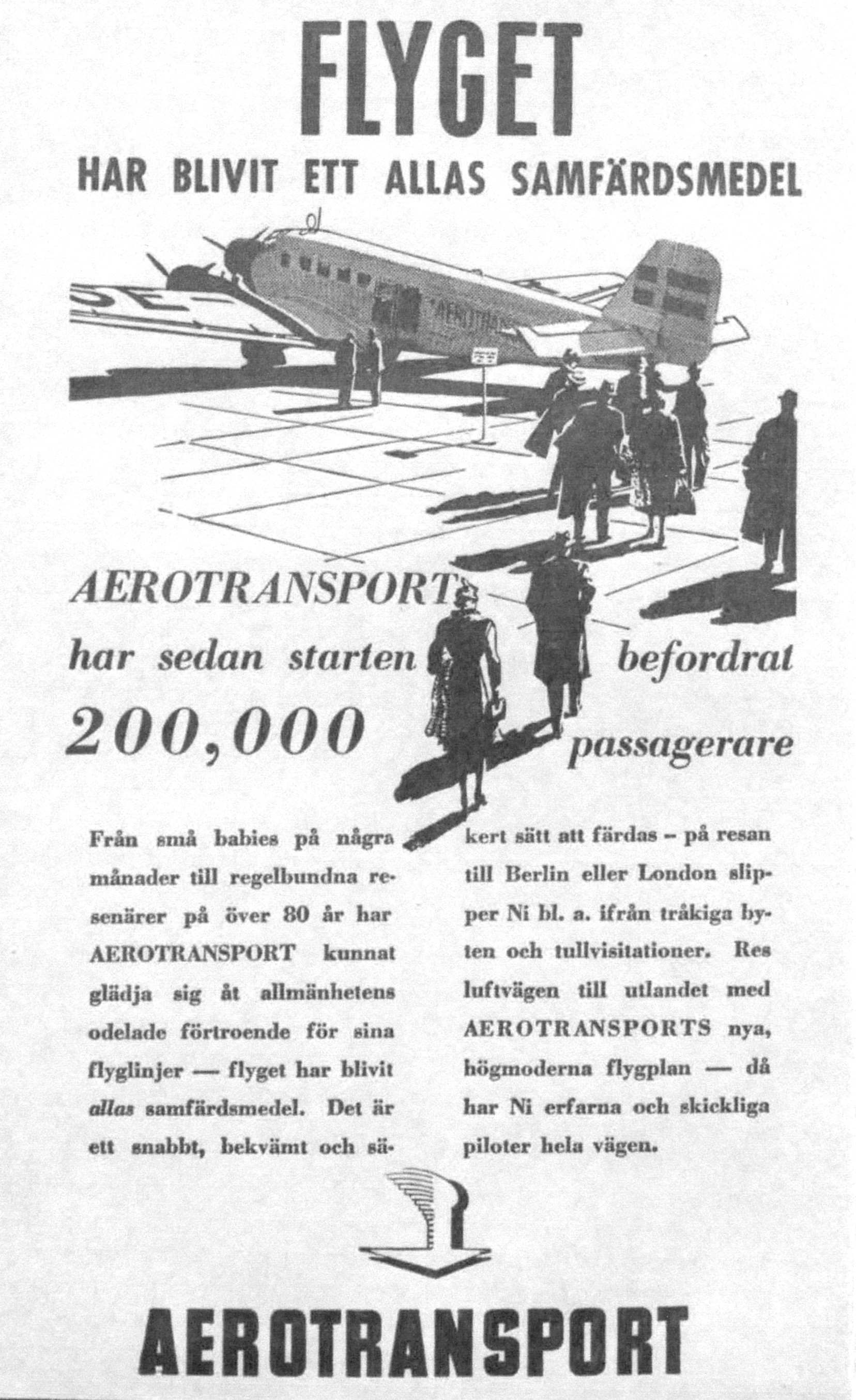
Tidningsannons 1937.

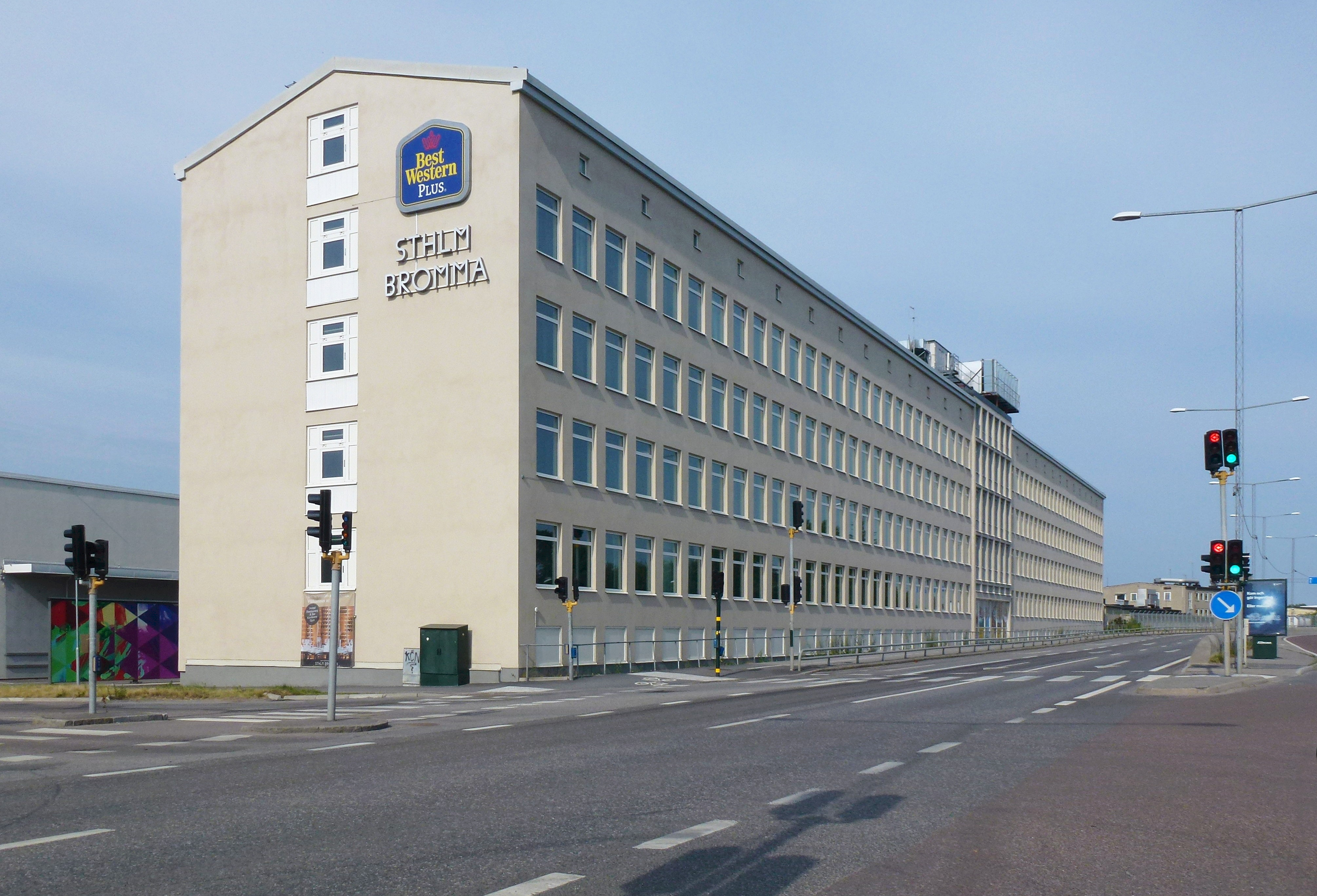
ABA:s gamla huvudkontor vid Ulvsundavägen ritades av Paul Hedqvist 1946.

ABA köpte fler flygplan och 1931 opererade man med ett flertal Junkers modeller F 33, F 34, G 23 och G 24 av land- och pontonvarianter. För flygningar på de längre linjerna användes "Värmland", en tremotorig Fokker F.XII.
1938 köptes en Junkers Ju 86Z-7 som fick namnet "Svalan" och registreringen SE-BAE. Flygplanet var inköpt för att transportera post, men 1940 rekvirerades det av Flygvapnet som någon månad senare köpte det från ABA. I Flygvapnet fick den beteckningen Tp 9.
År 1937 blev ABA Europas andra operatör av Douglas DC-3 efter KLM. Med den flygplanstypen öppnades möjligheter för nya "långlinjer" som exempelvis till Moskva 1939. Samma år infördes märkningen SWEDISH AIR LINES på flygplanen. Utöver tre DC-3 bestod flygplansflottan av fem Junkers Ju 52/3m, ett Junkers F 13 pontonplan, samt två Fokker F XII.

## 1940-talet
Under andra världskriget försökte ABA upprätthålla hela sitt linjenät, men Moskvalinjen upphörde i juni 1941 och linjen till Berlin stängdes strax före Tysklands kapitulation. En kurirlinje till London startades i maj 1942. Två DC-3:or (betecknade SE-BAG och SE-BAF) sköts ner under 1943, men efter förhandlingar med de krigförande parterna om fri lejd, återupptogs kurirtrafiken med nattflygningar, där planen var märkta SWEDEN med stora bokstäver på flygplanskroppen samt nationalitetsflaggan målad på fenan. Trots detta blev en tredje DC-3 anfallen, men kom undan med blotta förskräckelsen. 

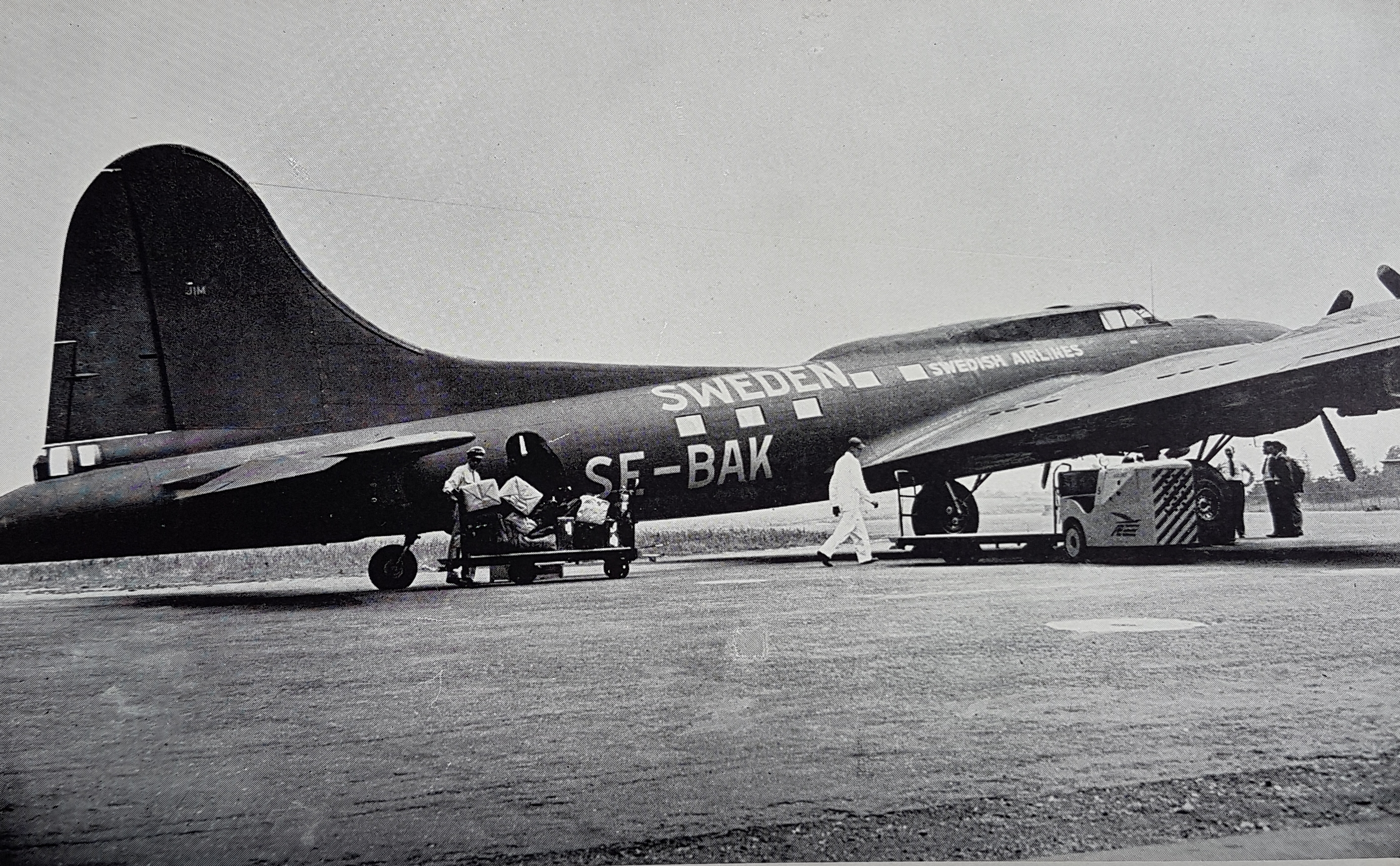
Fenix Jim på La Guardiafältet 1945

Man upphörde då att använda DC-3, men återupptog senare kurirflygningarna med Boeing B-17. Dessa amerikanska militärplan hade nödlandat i Sverige och tagits över av ABA efter överenskommelse med USA.
ABA utvidgade sitt linjenät i Europa. I takt med att den tyska ockupationen av Europa upphörde öppnades linjer till Paris och Oslo samt även till Prestwick i Skottland. 
En Douglas DC-4 havererade vid Mount Hymettus utanför Aten 26 oktober 1947 varvid samtliga 44 ombordvarande omkom.
Under hösten 1947 köpte man Skandinaviska Aero med avsikten att under början av 1948 genomföra en sammanslagning av de båda företagen men 30 juni 1948 slogs efter en statlig utredning det då helt statsägda ABA samman med SILA under namnet ABA där staten ägde 50% och SILA 50% av aktierna. Därmed kom ABA:s verksamhet att ingå i det år 1946 bildade samarbetsorganet SAS som dittills omfattat verksamhet av de nordiska flygbolagen SILA (Sverige), DDL (Danmark) samt DNL (Norge).

## Senare tid
Den 1 oktober 1950 undertecknade representanter för de nämnda bolagen ett konsortieavtal där de uppdrog åt SAS att för deras gemensamma räkning bedriva trafikflyg och därmed sammanhängande verksamhet. ABA kom därefter att stå som ägarbolag för 3/7 av SAS fram till 1996. Ägarstrukturen i ABA ändrades 1993 när ABA blev ett helägt dotterbolag till SILA samtidigt som staten blev ägare till 50% av SILA med statens aktier i ABA som betalning. ABA upphörde som bolag 1996 när det slogs samman med SILA som namnändrades till SAS Sverige AB samma år.
På en frimärksserie från 1972 om svenskt postflyg finns på en 5-öresvalör ett Junkers F 13, på en 15-öresvalör ett Junkers Ju 52/3m och på en 75-öresvalör en DC-3.